# Aiguisage

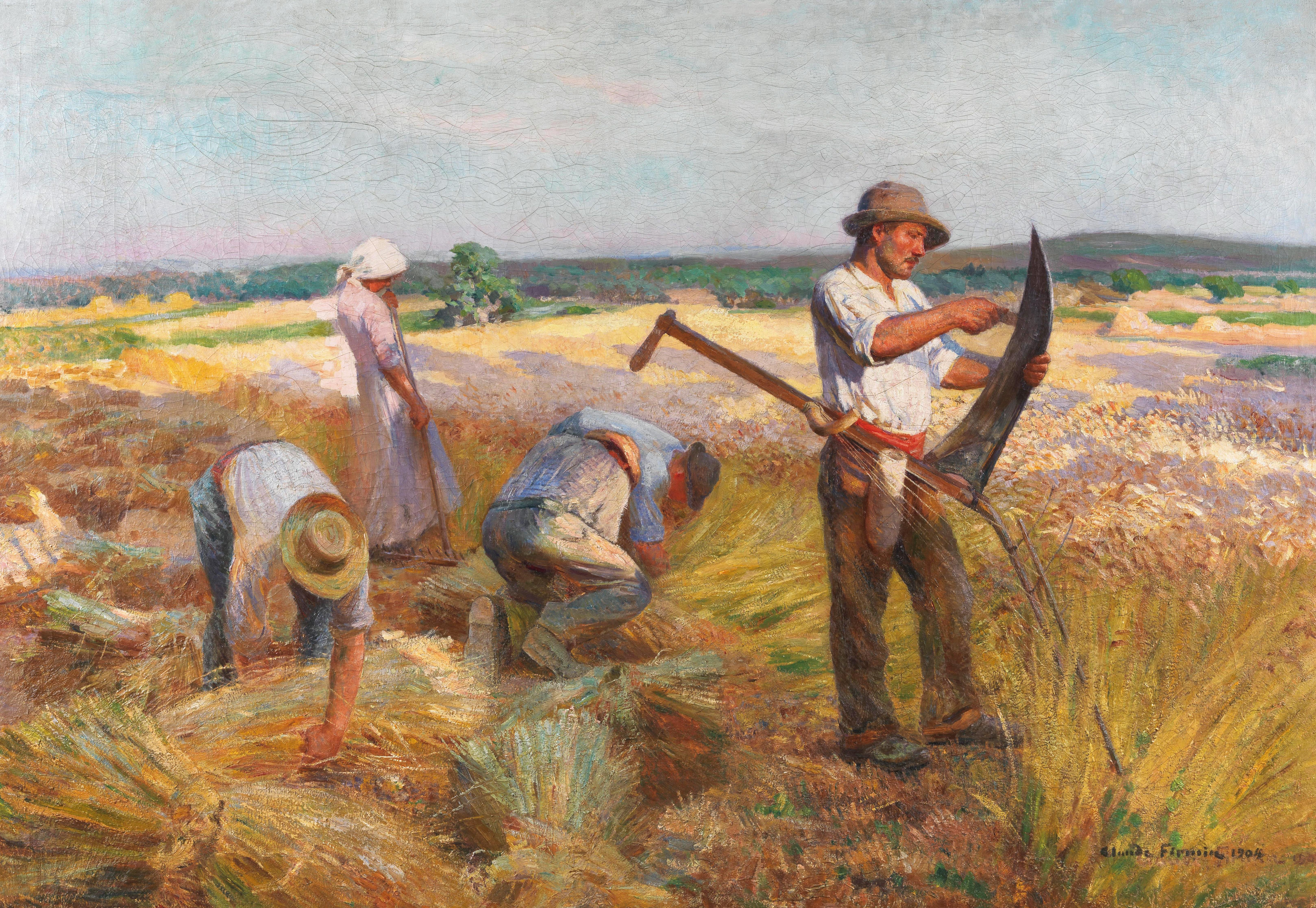
Moisson et affûtage de la faux, Claude Firmin, 1904, (France).

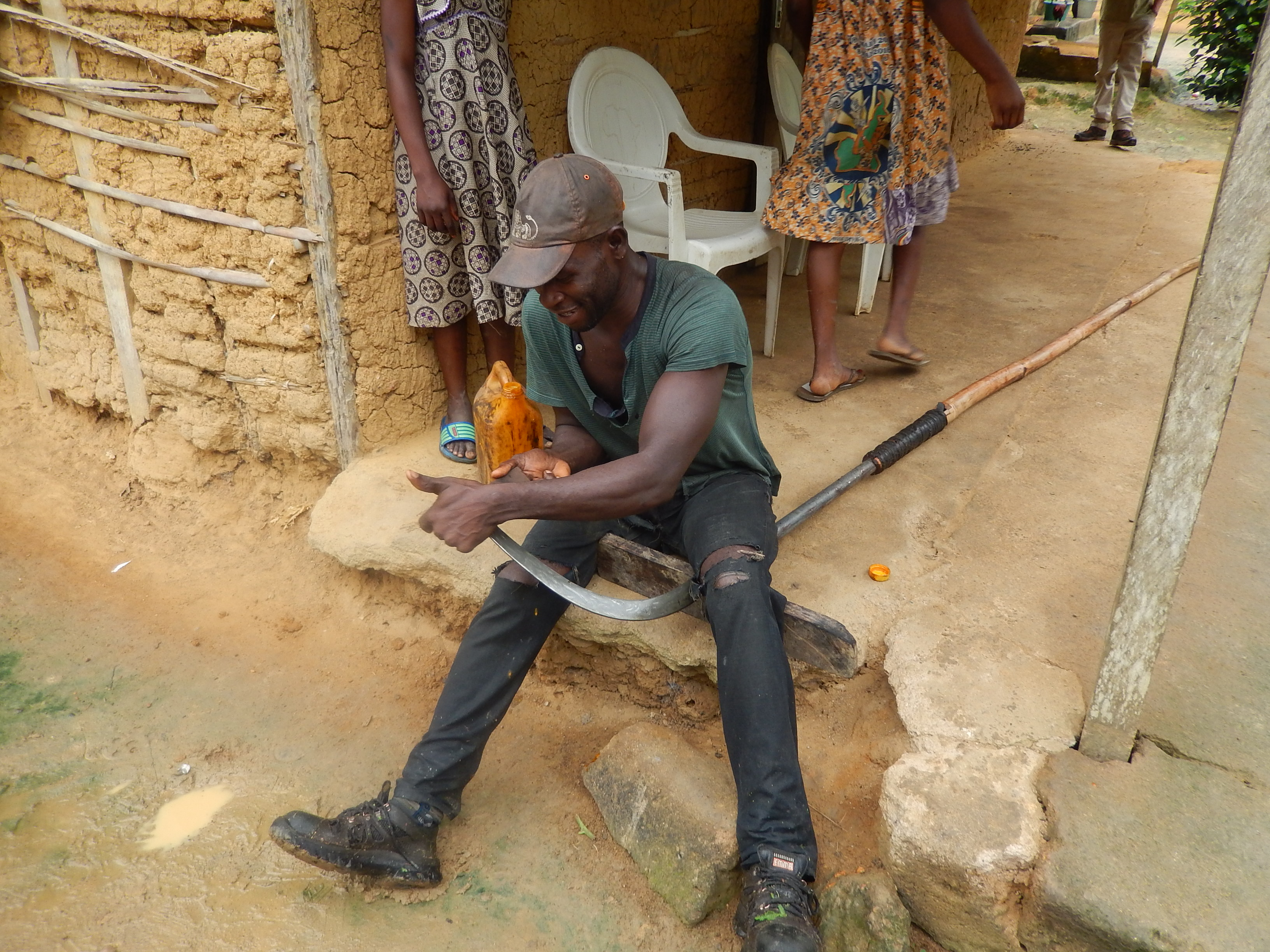
Aiguisage d'un outil agricole au Cameroun.

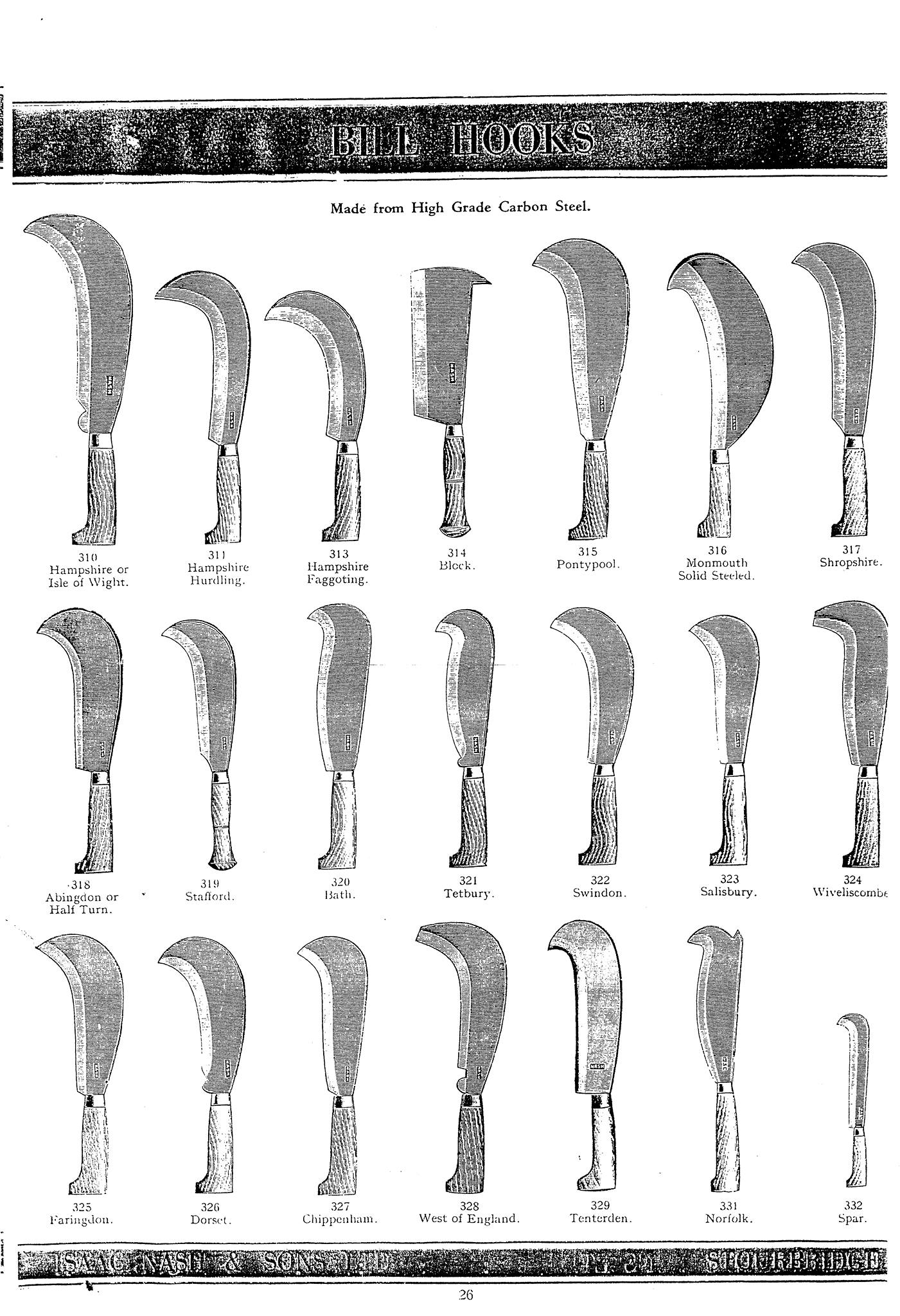
Outils à aiguiser : serpettes XXe siècle, de la forme des faucilles de l'Antiquité, où n'existaient pas encore les faux.

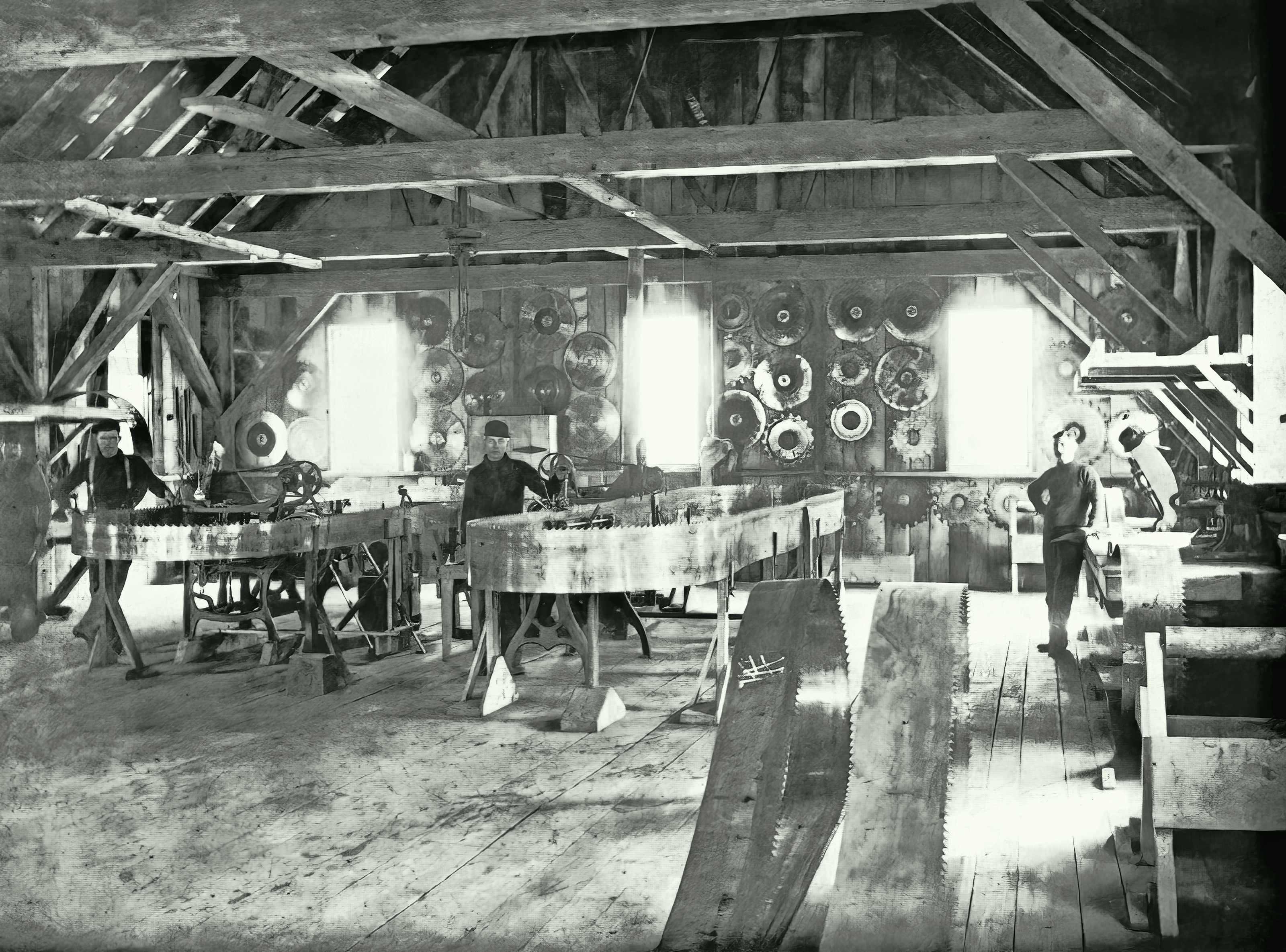
Entreprise d'affûtage de scies circulaires et de scies rubans, Californie, 1894.

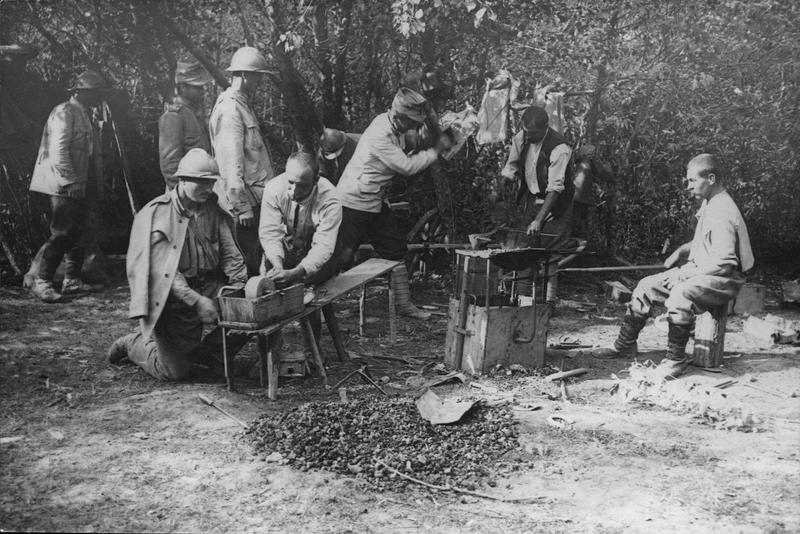
Aiguisage des armes tranchantes sur le front 1917 Roumanie, rémouleur et petite forge de campagne.

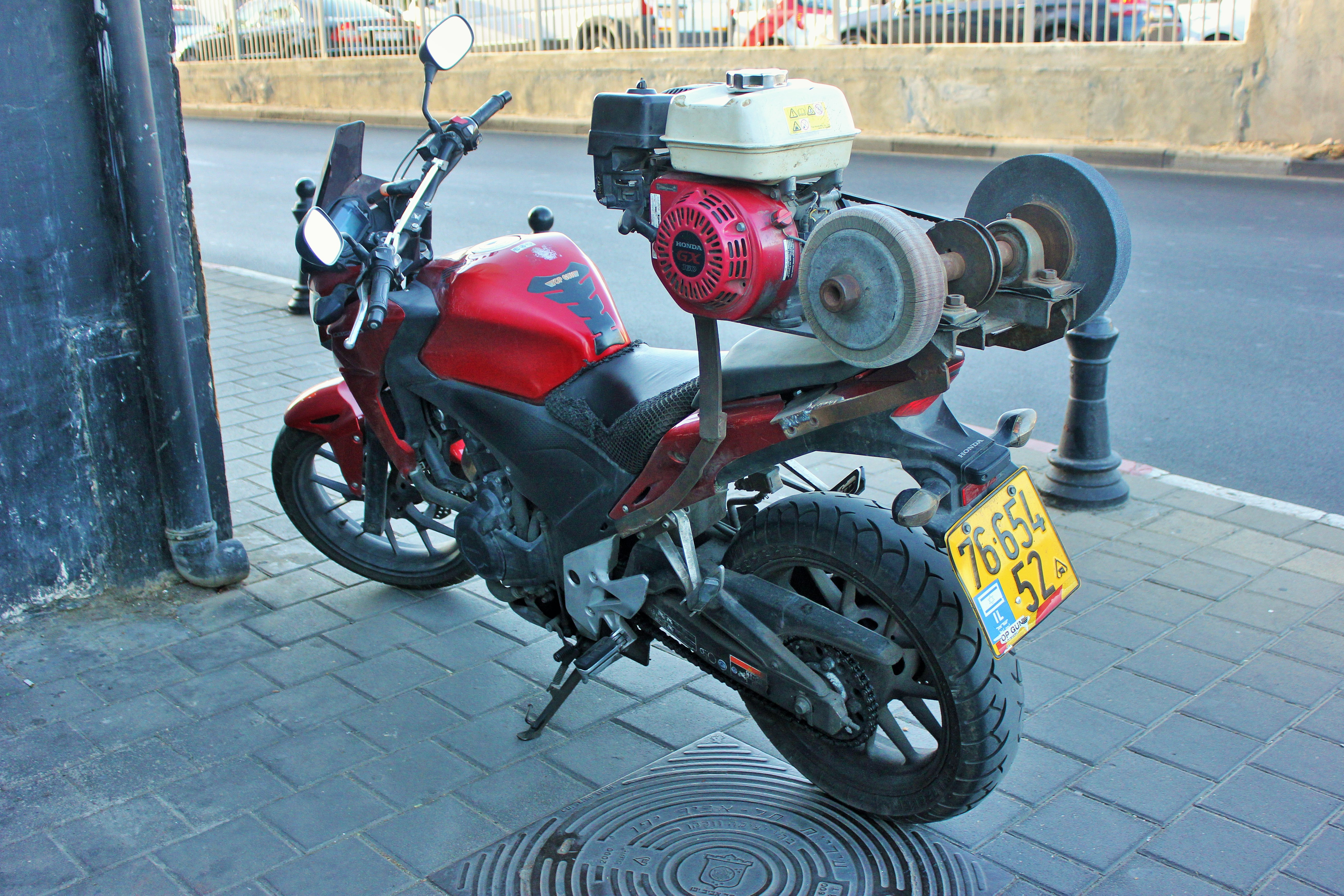
Atelier d'aiguisage ambulant, monté sur une moto à Tel-Aviv (Israël), 2018.

 (août 2016).
Si vous disposez d'ouvrages ou d'articles de référence ou si vous connaissez des sites web de qualité traitant du thème abordé ici, merci de compléter l'article en donnant les références utiles à sa vérifiabilité et en les liant à la section « Notes et références ».
 (juillet 2018).
L'aiguisage (aussi appelé « affûtage », « émoulage », « remoulage », « affilage », « repassage », « émorfilage » selon l'objet à aiguiser et la technique pour le faire) consiste à donner à une lame un tranchant utile. Il est effectué une première fois à la fabrication de l'outil, puis régulièrement par l'utilisateur ou par un professionnel appelé rémouleur, afin de restaurer le fil de l'outil.
L'aiguisage est l'opération effectuée sur les objets coupants. Il est apparu dès l'usage de la pierre taillée. S'ils sont tous coupants, les objets à aiguiser sont d'utilités diverses : outils agricoles, outils de fabrication, outils de cuisine, instruments et armes de guerre. Ce sont donc des objets dont la matière est dure, mais très diverse, de la pierre et céramique cuite au métal, du cuivre à l'acier,,,,,. Si l'objet qui aiguise l'autre est en général fait d'une matière ayant une dureté supérieure, on trouve sur l'outil en fer ou en cuivre un fil coupant non droit, qui est formé avec des os de bœuf et des bois de cerf jusqu'au Moyen Âge.

## Aiguiseur à couteaux
Les aiguiseurs à couteaux sont des outils conçus pour redonner aux lames leur tranchant d'origine. Il en existe plusieurs sortes.

### Aiguiseurs manuels
Les aiguiseurs manuels sont des outils les plus simple d'utilisation. Ils sont généralement dotés de fentes ou de guides spéciaux permettant de maintenir l'angle approprié pour aiguiser la lame. Certains modèles comportent des pierres à aiguiser, tandis que d'autres utilisent des mécanismes à ressort ou à disque pour affûter le couteau.

### Aiguiseurs électriques
Les aiguiseurs électriques fonctionnent avec un moteur qui fait tourner une meule ou une bande abrasive, permettant d'aiguiser plus rapidement la lame. Ces aiguiseurs sont idéaux pour les utilisateurs qui ont besoin d'aiguiser fréquemment leurs couteaux ou qui possèdent un grand nombre de lames à entretenir. Ils offrent une grande précision et sont souvent dotés de plusieurs étapes d'aiguisage pour un résultat optimal.

### Pierres à aiguiser
Les pierres à aiguiser, également connues sous le nom d'aiguiseurs à eau, sont les outils d'affûtage les plus anciens. Ils consistent en une pierre à aiguiser trempée dans l'eau, sur laquelle la lame est frottée pour aiguiser le tranchant. La technique de frottage dépend de l'aiguiseur. Les aiguiseurs à eau permettent un contrôle précis de l'angle d'aiguisage et sont généralement utilisés par les professionnels de la cuisine qui exigent un tranchant de haute qualité.

### Fusils à aiguiser
Les fusils à aiguiser sont constitués d'un manche, d'une garde développée et d'une mèche plus ou moins grande que la surface abrasive. L'outil s'utilise en glissant la mèche d'un bord à l'autre du tranchant de la lame. Le fusil à aiguiser est préférablement utilisé sur des lames encore tranchantes.

## Historique
Apulée écrit au chapitre 7 d'À propos du dieu de Socrate que les propriétés de la pierre à aiguiser sont révélées à Accius Naevius par les augures.
Pour fabriquer des outils, les pierres ont été taillées de façon primitive. Elles l'ont été en faisant partir des éclats de bloc d'une roche appropriée, fabriquant des « lamelles » issues d'une frappe habile,,, ce qui ne nécessitait pas d'aiguisage, pour fournir les grattoirs et les perçoirs. Le polissage de la pierre est le premier aiguisage connu pour les haches et les flèches.
La meule — à broyer les couleurs — est déjà existante dans la préhistoire. Cet objet en deux parties sert ensuite aussi bien pour broyer des minerais que des grains. Au cours du temps, elle devient une seule partie, tournant en général sur axe horizontal ; sa tranche est utilisée pour affûter par une usure maîtrisée (qui va jusqu'à l'usage contemporain de « rectifieuses » fournissant des surfaces ou des angles).
Datant de l'âge du cuivre et de celui du bronze, on retrouve des outils tranchants à aiguiser tels que les couteaux métalliques. La pierre taillée a pu servir de « pierre à aiguiser » des couteaux fabriqués ultérieurement.
À l'époque sumérienne, apparaissent les techniques dites traditionnelles ; l'aiguisage devient partie de l'industrie.
À l'époque romaine est inventé l'acier ; le IIIe siècle continue l'utilisation « de quoi labourer, tailler, couper, scier, bricoler », parfaitement retrouvée par les archéologues actuels et exactement datée.
Le Moyen Âge poursuit l'usage installé en fin de préhistoire des enclumes en os pour former les dents des couteaux. Le « fusil » est d'abord en XIIIe siècle une baguette d'acier trempé servant à affûter les lames (avant d'être l'arme à feu du XVIIe siècle). En agriculture, les faux succèdent aux serpes et les taillanderies font fortune, aussi bien en Europe que par la suite en Amérique où vont émigrer les forges.
La découverte du Nouveau Monde se fait avec les épées, qui doivent être bien affûtées pour vaincre les populations locales. Les garnisons des bastions du XVIIe siècle en Europe aiguisent tout autant leurs armes sur les conflits frontaliers.
L'industrialisation, après le siècle des Lumières, accroît la place de l'aiguisage dans l'économie locale.
Dans le quotidien actuel, les artisans utilisent des boutiques et des moyens pour déplacer leur atelier d'affûtage, telle la bicyclette.

## Fil d'une lame, d'une branche (de tenaille, de ciseaux), d'un fer (de hache, de tranchoir)
Quel que soit l'objet emmanché, qu'il soit en une ou deux pièces articulées, il comporte une lame. Une lame tranchante comporte une arête vive appelée « fil », droit ou courbe, qui pénètre lorsqu'il est mis au contact de ce qu'il faut couper, supporte la pression de coupe et rompt la matière.
Le fil présente un arrondi microscopique. L'aiguisage tend à minimiser le rayon de celui-ci, afin d'augmenter la pression de contact entre la lame et la matière à couper.
Le fil comporte des défauts ou des irrégularités qui contribuent positivement ou négativement au tranchant : des oscillations latérales ou verticales, un manque de matière tel que des criques ou des écaillements, et des stries ou des dents.

## Importance de l'acier et du traitement thermique
Une lame s'émousse par frottement et par corrosion. Ces effets néfastes peuvent être ralentis ou accrus par la composition chimique de la pièce (la teneur en carbone ou la présence d'éléments comme le chrome, le cobalt, le molybdène, le tungstène, la silice ou le titane). La méthode de fabrication joue aussi un rôle dans la qualité de l'acier (par exemple, celle dite de Damas élimine toutes les impuretés du métal). Le traitement thermique du métal est un ensemble de techniques qui consiste à faire chauffer le métal pour en modifier la structure cristalline, puis le faire refroidir de façon plus ou moins rapide. Cette dernière étape est la trempe et peut être réalisée à l'air libre, dans de l'eau ou dans de l'huile. Enfin, l'entretien de la lame assure sa durabilité et son tranchant. L'objet tranchant qui n'utilise pas le cisaillement est une lame en général obtenue fine et amincie par martelage.

### Frottement
À chaque utilisation de la lame, la matière coupée exerce des frottements contre l'acier, ces frottements se répercutent sur le fil (l'arête vive) et ce dernier a tendance à s'arrondir. Le contact de points durs dans la matière peut aussi le déformer latéralement (le tordre), voire lui arracher des écailles de tailles variables.
La facilité avec laquelle une lame s'émoussera à l'utilisation dépend principalement de la dureté de l'acier et de l'angle formé par le tranchant. Un acier dur s'émoussera moins vite, et un angle plus saillant, bien que coupant plus facilement, s'usera plus vite.
La dureté des aciers de coutellerie se mesure généralement sur l'échelle C de Rockwell, notée HRC ou RC. Cette dureté s'étend de 54 RC pour l'acier doux, mais plus résilient, on l'utilise sur les pièces massives (haches, couteaux de survie) à plus de 61 RC sur les meilleurs couteaux de poche ou de cuisine. Au-delà de 61 RC, il devient très difficile d’affûter le couteau soi-même.
L'acier tient sa dureté de deux facteurs : sa composition, et le traitement thermique qu'il a subi lors de la fabrication, dont l'étape de trempe (par exemple trempe cryogénique).

#### Composition
Elle correspond au nom de l'acier, généralement revendiqué par une inscription sur la lame.
Comme aciers de coutellerie très durs, on peut citer : M-2, S30V, BG42, ATS-34, VG-10, D2, SR-101, INFI…
Des aciers moins durs, mais de qualité honorable sont : 440C, 12C27…
Des aciers peu adaptés à la coutellerie, fréquemment retrouvés sur des couteaux bas de gamme ou à vocation décorative : 420, 440, inoxydable. Cela donne l'« acier chirurgical » : par exemple, un scalpel ne coupe qu'une fois.
Il est à remarquer que certains aciers relativement mous se laissent très bien aiguiser, mais perdront rapidement leur tranchant. D'autres ne s'aiguisent jamais (imaginez du beurre chaud : il ne prendra jamais d'arête vive).

#### Traitement thermique

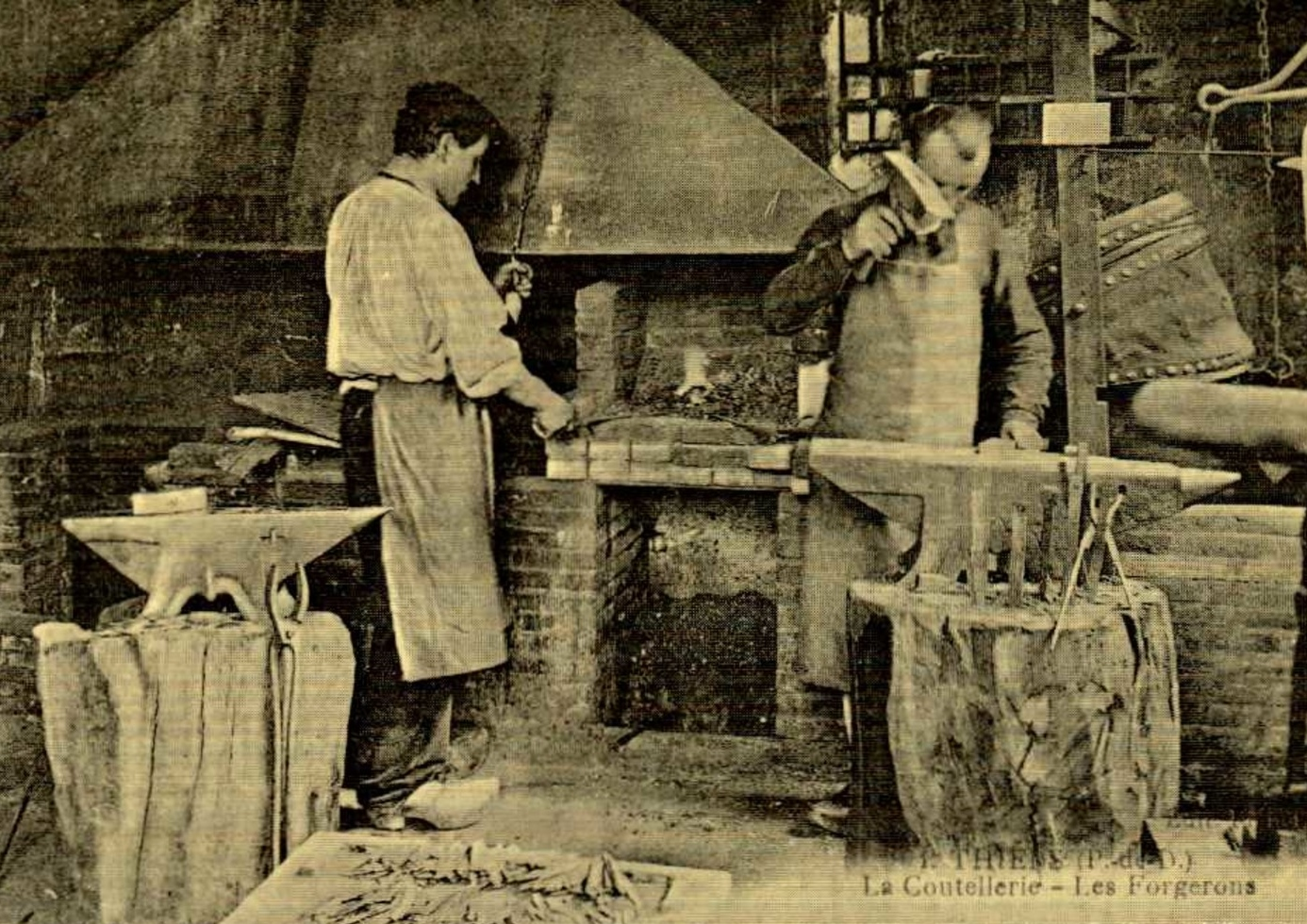
Forgerons fabriquant une lame à Thiers (France) en 1900.

En général, il s'agit, d'une trempe (la lame est plus ou moins chauffée, puis plongée dans l'eau ou de l'huile pour la refroidir rapidement, agissant ainsi sur le réseau cristallin de la matière métallique). La trempe de la lame est partielle dans le cas d'outils ou d'armes blanches devant être résiliente au choc (katana et sabres japonais en particulier).
Le rôle du traitement thermique est de réduire la taille des grains d'acier, et de choisir une conformation cristalline appropriée à l'utilisation de l'outil selon son usage par chocs ou frottements.
Ce traitement thermique, parfois effectué avec beaucoup de soins (un traitement de qualité peut durer plus de 60 heures), peut être réduit à néant par un et un seul sur-échauffement accidentel de la lame. Par exemple, il ne faut jamais porter une lame d'un couteau de qualité à plus de 150 °C, même brièvement, et ne jamais maintenir de lame à plus de 90 °C plus de quelques minutes.

### Corrosion
La corrosion est un ensemble de réactions chimiques entre le métal et son environnement. Elle est facilitée par la présence d'eau, et spontanée en milieu acide.
Outre un aspect esthétique global (taches de rouille ou de patine grise sur les flancs des lames à usage non industriel), la corrosion peut toucher le fil tranchant. Celui-ci étant de dimensions très réduites, il faut très peu de temps (quelques minutes dans certains cas) pour que la corrosion dégrade ses qualités tranchantes et oblige l'utilisateur à procéder à un nouvel aiguisage. Les couteliers ont cherché de longue date à limiter la sensibilité à la corrosion de leurs aciers, différente selon leur composition, en faisant des compromis sur la facilité d'aiguisage, la durée de vie du fil tranchant et le coût.
La première mesure est de rendre l'acier « inoxydable ». Un acier est qualifié comme tel lorsque sa teneur massique en chrome est supérieure à la valeur conventionnelle de 13 %. Cependant, même un acier à 13 % de chrome peut être sujet à la corrosion. Seulement, elle sera moins rapide que sur les aciers non inoxydables, dits « au carbone ». La seconde mesure de prévention consiste à rincer la lame après avoir tranché en milieu acide (fruits, etc.) et à sécher une lame mouillée après utilisation. En se tenant à ces règles, on augmente la durée de vie du tranchant et donc indirectement celle du couteau.

## La pratique de l'aiguisage

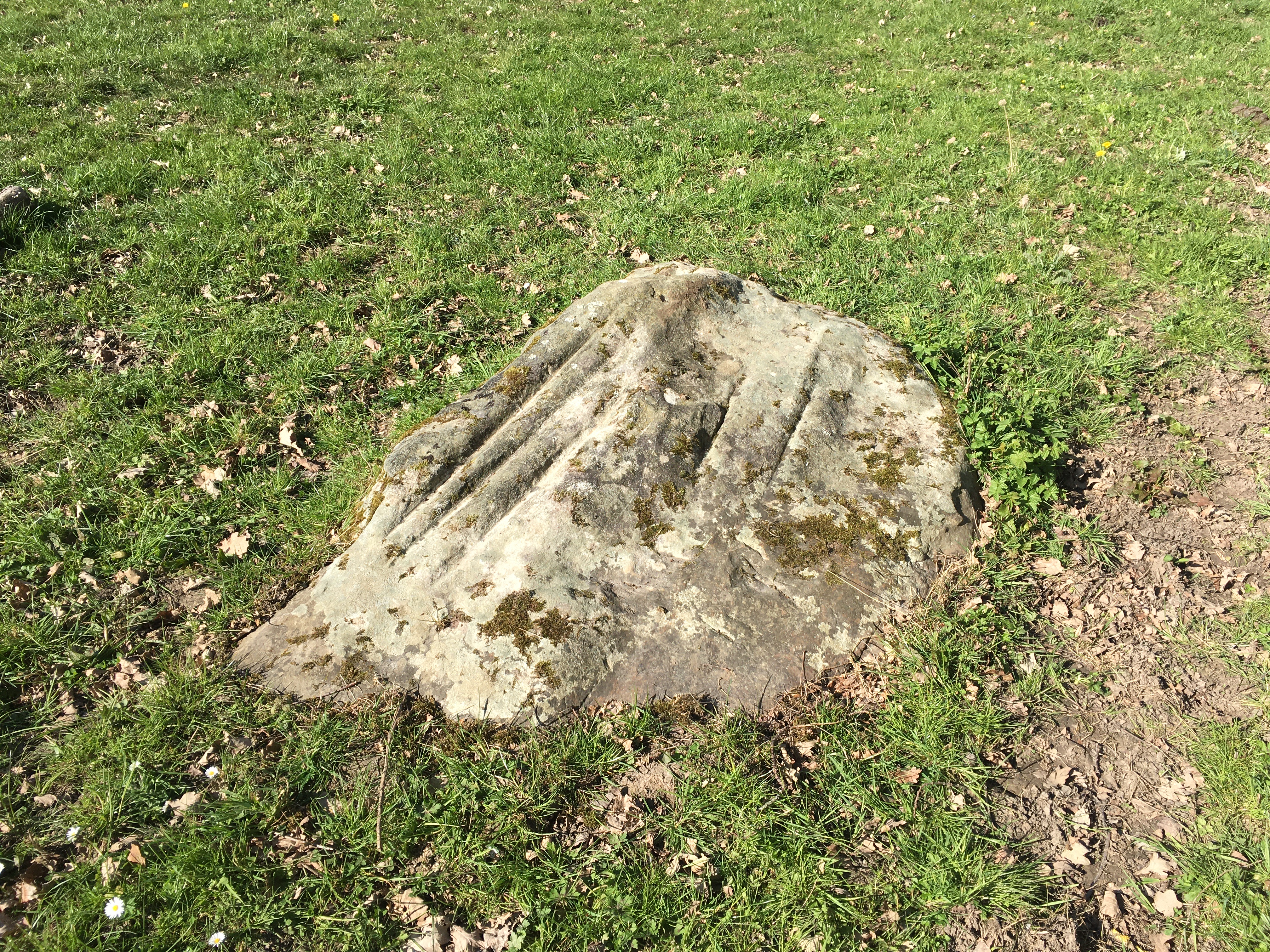
Polissoir de la Roche au Diable en grès (France).

L'aiguisage se fait essentiellement par enlèvement de matière avec des pierres à aiguiser, des meules et des courroies abrasives, il se fait plus rarement par martelage et quelquefois en remplaçant les parties tranchantes (les « dents ») portées l'outil (fraise pour fraisage industriel, etc.). Cette opération succède au moins une fois à la mise en forme de l'outil, elle peut être unique (scalpel, cutter, scies à dents trempées auto-aiguisées), mais généralement doit être répétée.

### Forme pratique des dispositifs d'aiguisage

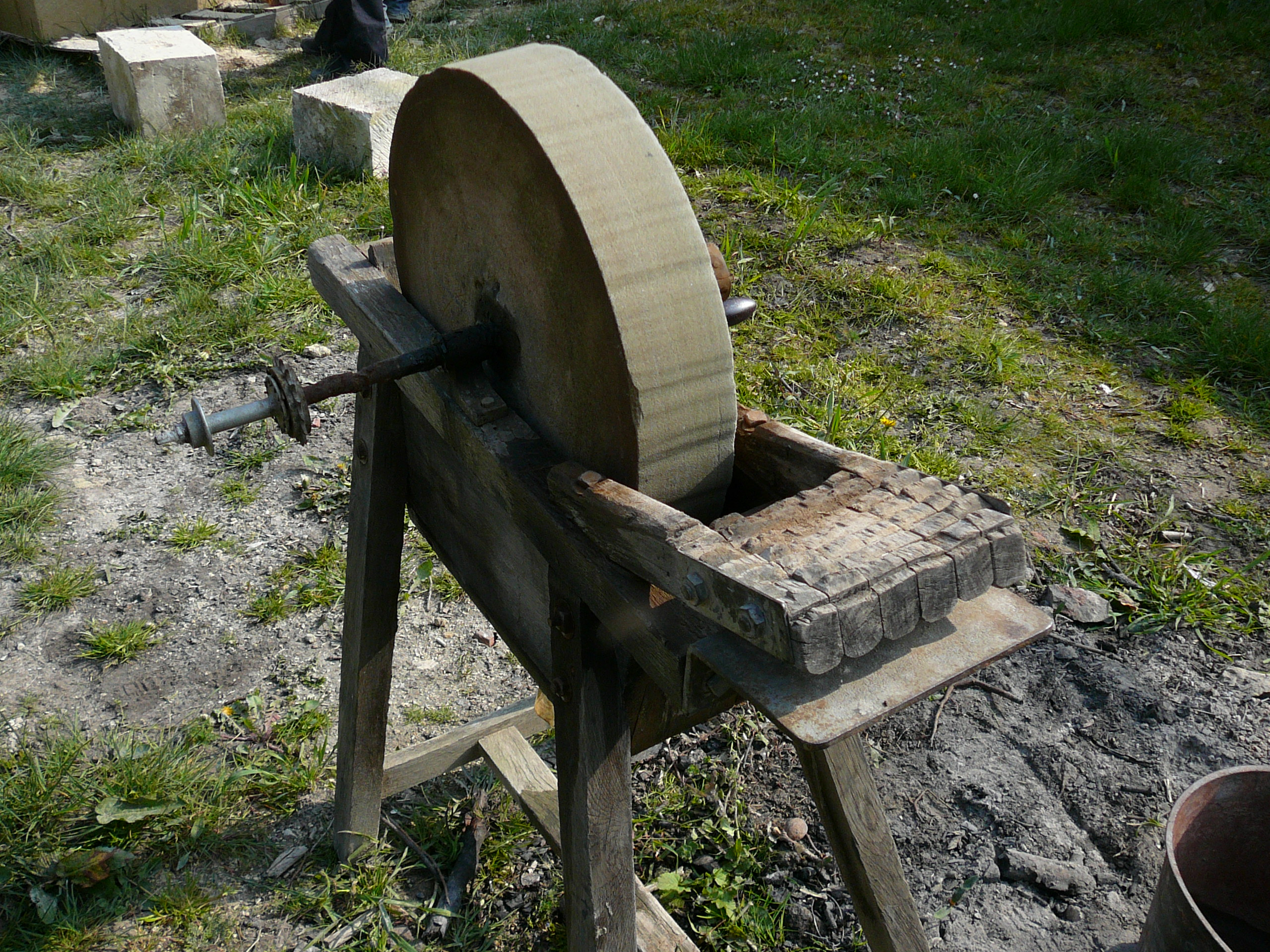
Une meule à affuter les couteaux et outils, avec son réservoir d’eau, à actionner manuellement.

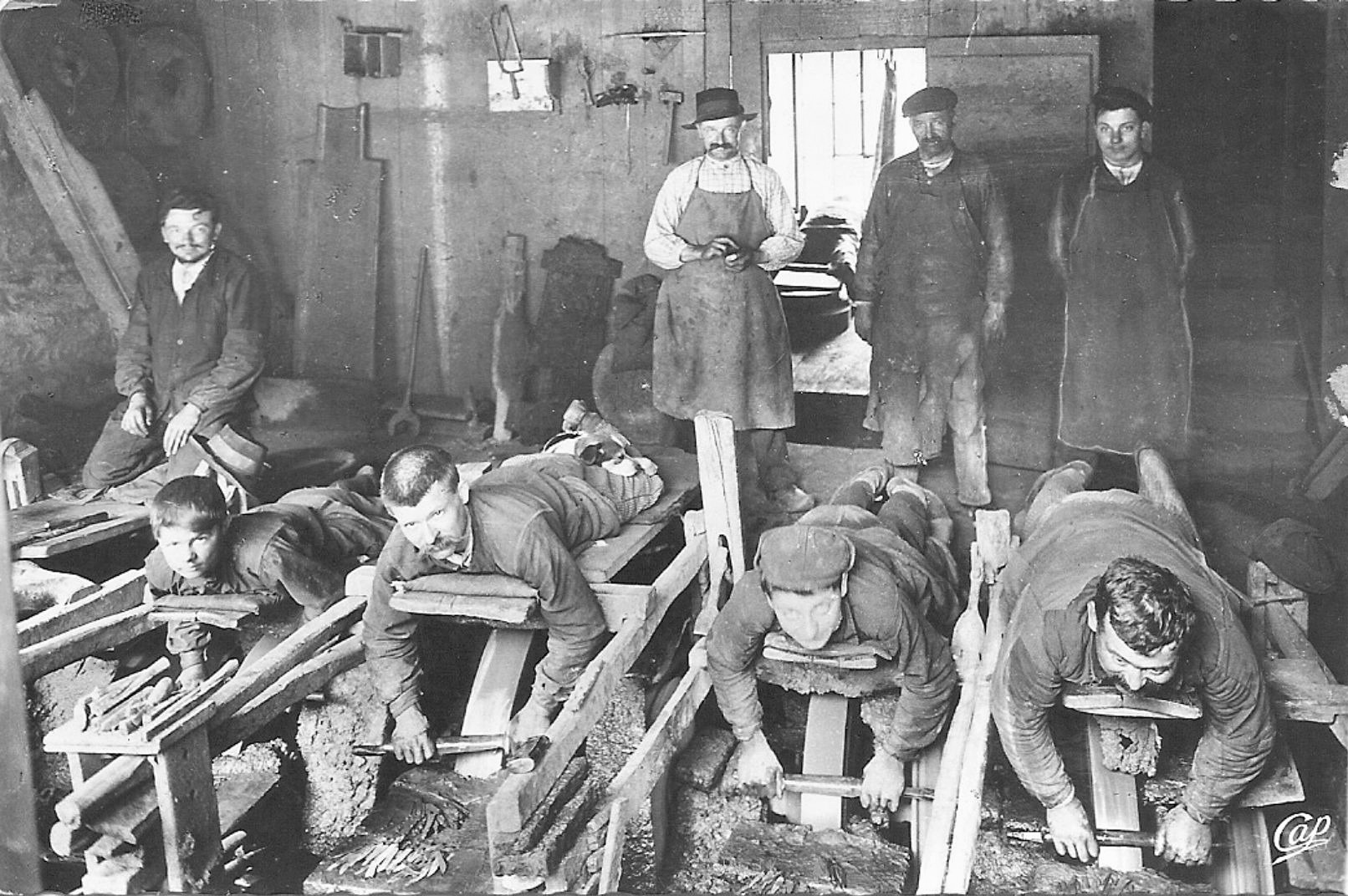
Émouleurs de coutellerie de Thiers (France), meules actionnées par un moulin à eau.

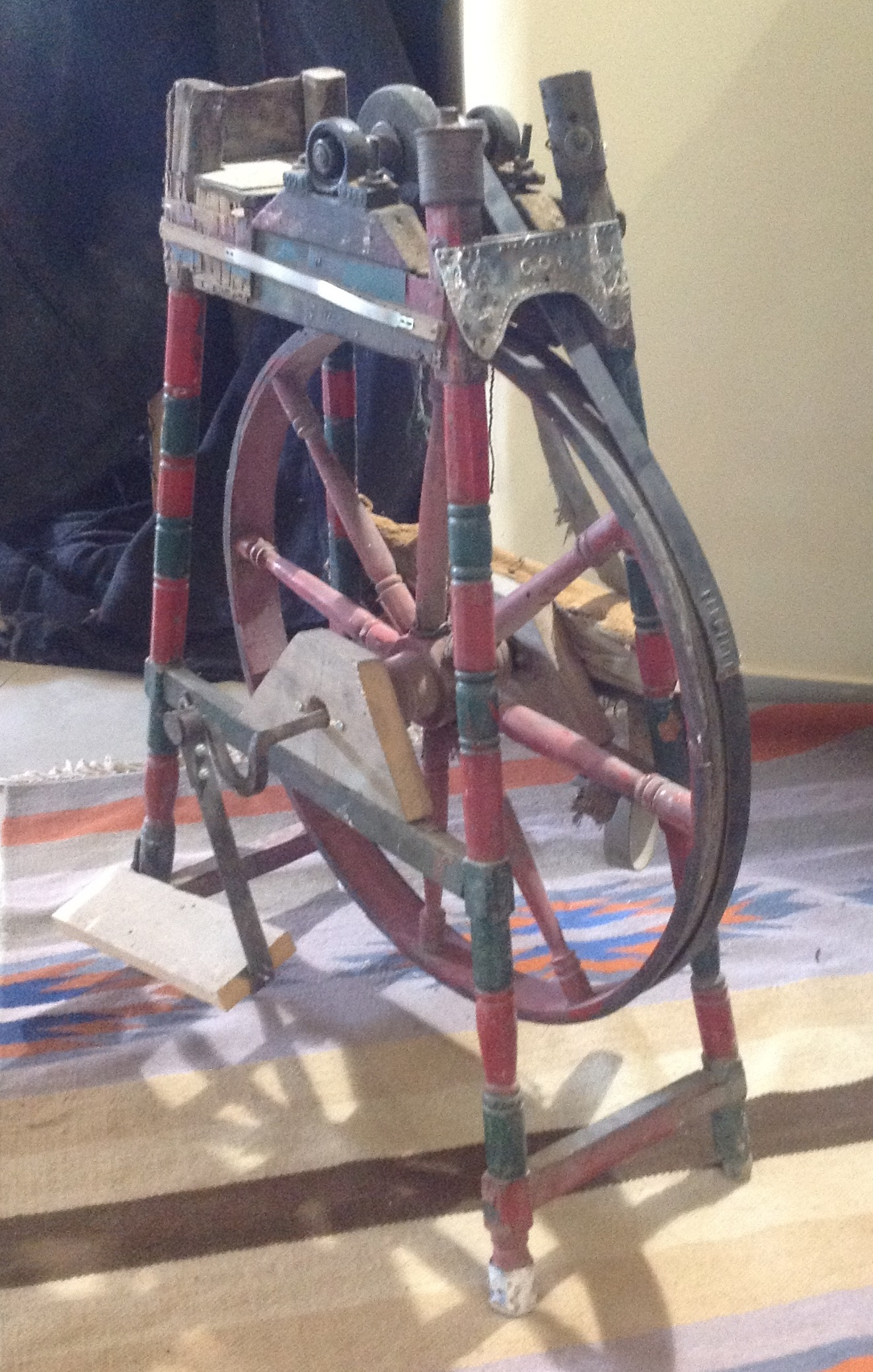
Une petite meule à pédales -assemblage hétéroclite- (même système que la machine à coudre), machine très répandue, datation du système fin du XIXe siècle.

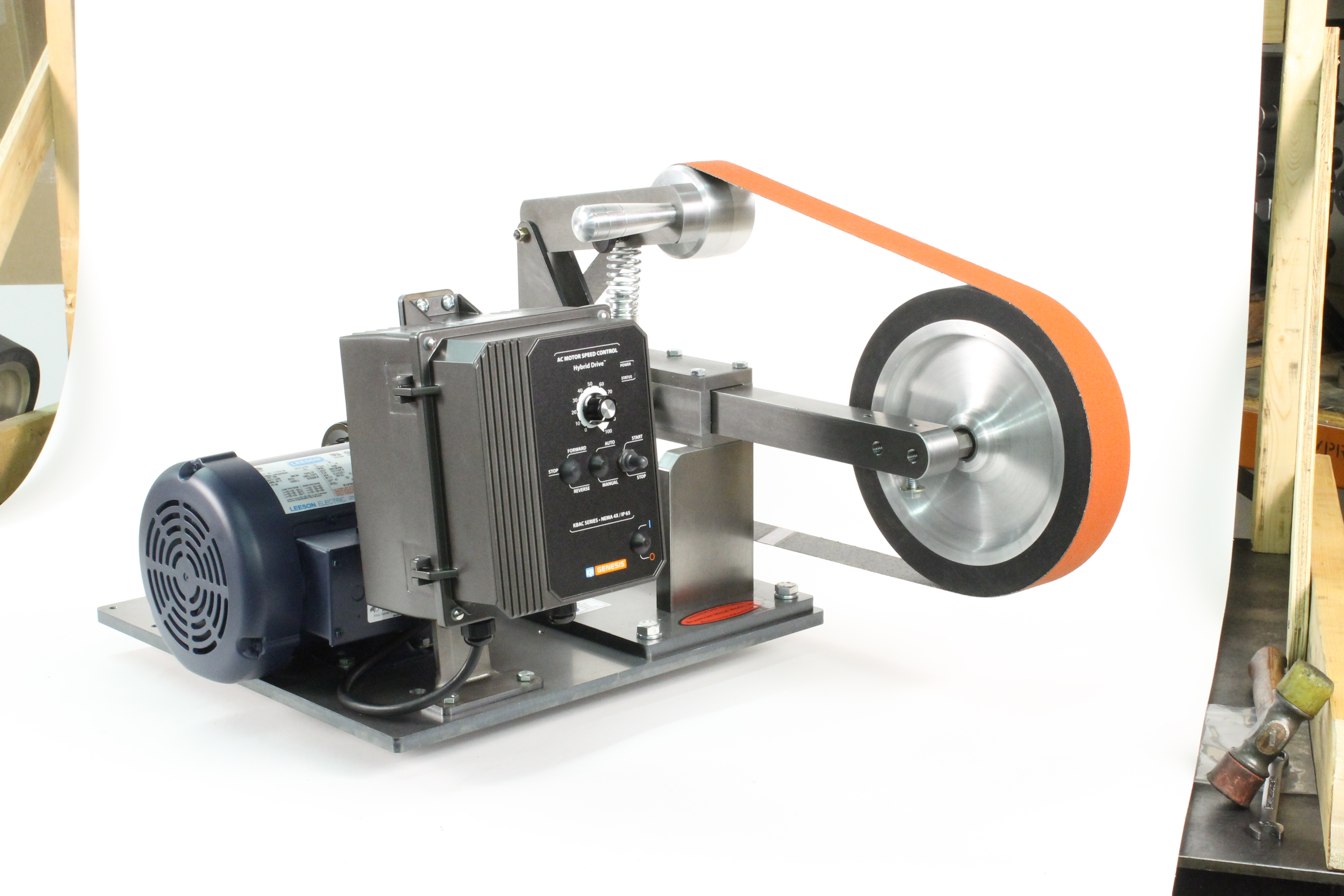
Aiguiseuse à courroie abrasive (jusqu'au polissage) (carborundum), moteur à vitesse variable.

L'enlèvement de matière se fait en frottant la lame contre un matériau à structure granulaire, couramment appelé « pierre à aiguiser », qui peut être une pierre naturelle ou un objet synthétique, comme les pierres de céramique ou les pierres au diamant.
Les pierres peuvent se présenter sous plusieurs formes traditionnelles :
La pierre plate empoignable a simplement été taillée et aplanie, et l'affûtage se fait en déplaçant la pierre à la main sur la surface de la lame. Cette technique traditionnelle permet touts les types d'affûtage, mais demande un savoir-faire. En lieu et place de pierre naturelle, divers ustensiles fonctionnent selon le même principe : toile émeri, cartes diamant, etc.
La meule, pierre taillée en cylindre, tourne, et la lame est fermement mise en place contre la tranche de la meule pour procéder à l'aiguisage. La meule, si elle tourne trop vite et à sec, va « brûler » la trempe et endommager la lame. Ce risque est supprimé en installant un système d'arrosage continuel sur la meule. Des assistances à l'aiguisage manuel peuvent guider la lame contre la pierre avec un angle prédéterminé.
La bande abrasive montée sur un châssis fixe ou déplaçable (type de ponceuse).
La lime finisseuse pour les dents de scie.

### Lubrification
La plupart des abrasifs demandent une lubrification. Le lubrifiant assure le refroidissement et la suspension des particules. Les courroies abrasives sont aussi mouillées avec de l'eau.

#### Refroidissement
Les frottements qui sont à la base de l'aiguisage engendrent un échauffement du métal de la lame. Or, on sait qu'un tel échauffement est préjudiciable en ce qu'il peut annuler le traitement thermique. Sur une pierre plate où l'énergie est fournie par l'utilisateur, quelques gouttes d'eau sur la pierre suffisent à refroidir la lame. Les meules montées sur un touret électrique requièrent un bain en pied de meule, voire un arrosage avec un débit élevé pour évacuer la chaleur.

#### Suspension des particules
L'abrasion du métal et de la pierre crée de fines particules métalliques et minérales. Sur une pierre naturelle, si aucun liquide ne baigne la pierre, ces particules s'immiscent dans les pores de la pierre et en lissent la surface, la rendant incapable d'attaquer le métal. Le nettoyage d'une pierre ainsi abîmée passe par un décapage de la surface au jet d'eau. Si la pierre est suffisamment mouillée, les particules restent en suspension dans le liquide et sont évacuées par simple rinçage en fin d'aiguisage. Garder une pierre propre est indispensable à sa longévité.

### Angle entre dispositif et lame
L'angle se choisit selon que l'on aiguise dans le sens du fil ou « à revers ». On choisit l'angle en fonction de l'usage que l'on veut faire de l'outil. Un angle faible donne un fil très coupant, mais fragile. Le choix de l'angle dépend aussi du matériau que l'on travaille. Pour un ciseau, par exemple, on choisira un angle plus faible pour du bois tendre et plus important pour des essences dures. Un angle important est aussi préférable si l'on utilise le ciseau avec un maillet. Pour le travail de précision, un angle fin est requis. Les couteaux japonais appartiennent à cette catégorie.
Certaines meuleuses permettent d'ajuster l'angle d'affûtage en changeant l'inclinaison du gabarit.
Les couteliers conçoivent leurs couteaux (choix de l'acier, de la forme, du traitement, etc.) pour un angle d'aiguisage donné (et donnent un 1er affûtage à leur couteau selon cet angle). Cet angle varie selon les fabricants, mais la plupart des fabricants européens (32 Dumas, Victorinox, etc.) font des couteaux qui s’affûtent bien avec un angle de l'ordre de 25°. Les couteaux japonais sont plutôt dans les 15° d'angle d’affûtage. Ce n'est qu'en essayant qu'on peut définir précisément l'angle optimal pour tel ou tel couteau.
Les rasoirs « coupe-chou » sont prévus pour être aiguisés en posant la lame à plat sur la pierre, puis sur le cuir. Du fait de la forme concave de la lame, seuls le fil et le dos sont au contact de la pierre, et s'usent ensemble, ce qui maintient l'angle d'affûtage constant.

### Types de pierres

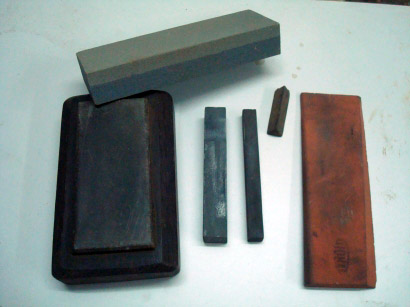
Pierres à aiguiser.

Toutes les pierres que l'on trouve dans la nature ne sont pas appropriées, et seules celles qui ont la dureté, la forme de leurs grains, la résistance à l'abrasion adaptées sont utilisables. On peut ainsi citer les pierres blanches de l'Arkansas (novaculite (en)), formées de fossiles de coquillages compactés depuis des millions d'années (une roche sédimentaire siliceuse du dévonien), les pierres de Pyrénées, la coticule belge, les pierres dites « scandinaves » et « japonaises ».
Une pierre est caractérisée par la taille de son grain et par la forme que le fabricant lui a donnée. On donne souvent un nombre (le même que pour le papier émeri) caractéristique de la finesse du grain. Plus le chiffre est élevé, plus le grain est fin. Certaines pierres naturelles japonaises atteignent une finesse de 10 000, voire 12 000. Les appellations parfois rencontrées de « fine », « moyenne » ou « grossière » changent d'un fabricant à l'autre pour une même taille physique des grains.
La taille du grain influe sur la rapidité de l'enlèvement de matière et sur la qualité de celui-ci. Plus le grain de pierre est gros, plus vite on enlève du métal de la lame. Les pierres à gros grains (80 à 200) sont ainsi utilisées comme première passe pour restaurer un tranchant très abîmé. Toutefois, un grain fin laissera moins de marques dans le métal, et l'état de surface à proximité du fil sera plus lisse. Les pierres fines ou très fines sont utilisées en phase de demi-finition lors des aiguisages très fins (rasoirs). La finition et l'entretien des lames de grande finesse se font sur un cuir.

### Étapes de l'aiguisage

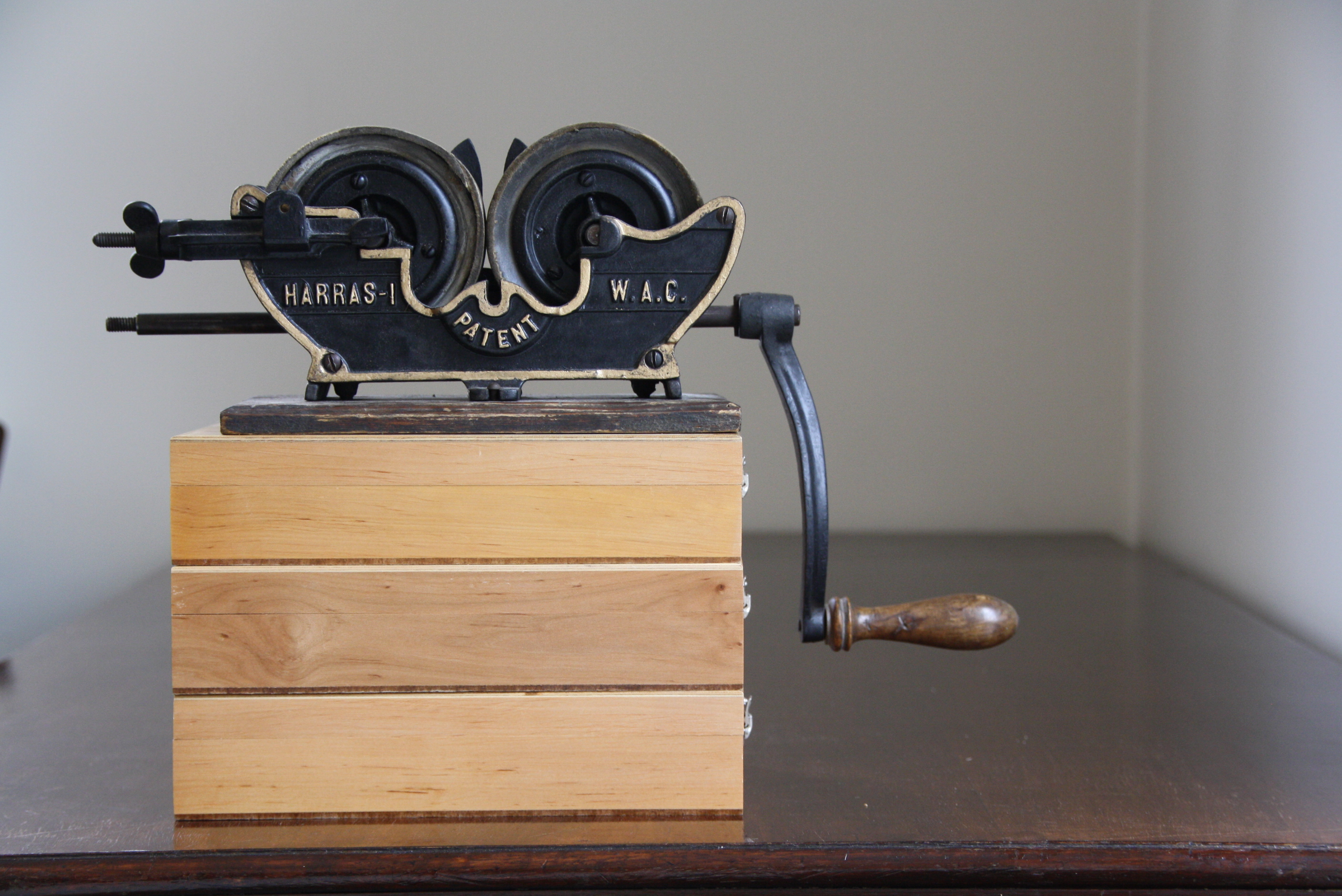
Affûteur de couteau (machine allemande de la Belle Époque).

#### Dégrossissage
La première partie de l'aiguisage consiste à redonner à un tranchant abîmé la géométrie voulue. Cette phase peut être évitée lors de l'aiguisage d'un couteau bien entretenu.
On utilise pour cela une pierre plutôt grossière. On pose la lame sur la pierre, inclinée selon l'angle requis. Il faut respecter l'angle et le maintenir tout au long de l'aiguisage. La technique requiert attention et habitude, d'où l'intérêt de commencer par s'entraîner sur une lame sans valeur.
On maintient avec une main le manche du couteau, et l'on pose les doigts de l'autre main sur le flanc et le dos de la lame. Ce sont ces doigts qui exerceront la pression et maintiendront l'angle. La main qui tient le manche sert à fournir le mouvement et à guider l'ensemble.
On effectue des mouvements circulaires de la lame sur la pierre, en s'appliquant à conserver l'angle et en exerçant une pression. La difficulté augmente lorsqu'on aiguise les parties arrondies du couteau (ventre de la lame). Il faut arrêter de temps en temps le mouvement et toucher (typiquement avec le dessus des doigts, près de l'emplanture de l'ongle) le côté du tranchant, du côté opposé à celui qui vient d'être en contact avec la pierre. Lorsqu'on y sent un bourrelet de métal (nommé « morfil »), sensiblement constant sur toute la longueur, on peut retourner le couteau et effectuer le même mouvement d'aiguisage sur l'autre face. On répète en diminuant progressivement la pression et la durée de chaque passe.

#### Affinage
Lors de la deuxième phase, la lame acquiert le tranchant recherché. On utilise de préférence une pierre plus fine. Il faut reposer le couteau dans la même position que précédemment, mais en lieu et place de mouvements circulaires, on tire le couteau en diagonale sur la pierre, en appliquant une pression beaucoup plus faible que pour le dégrossissage. Si le dégrossissage a été correctement effectué, le morfil doit apparaître très rapidement (trois ou quatre passes) mais, selon la finesse de la pierre, il sera beaucoup plus petit.
Lorsque le morfil est sensible, on retourne la lame et l'on répète. Puis, on diminue progressivement la pression.
Lorsque le morfil change de côté au bout d'une seule passe, la finesse maximale réalisable avec la pierre est atteinte. Reste alors à procéder au retrait du morfil.

#### Élimination du morfil
Le morfil est l'excédent de métal qui se forme sur le tranchant d'une lame fraîchement affûtée. Ces aspérités ou barbes métalliques sont extérieures au véritable tranchant, qui est fait de dentelures microscopiques. Les résidus du morfil empêchent de couper net et franc, tant qu'ils n’ont pas été éliminés par une opération finale appelée affilage. Cette finition fait apparaître le fil d′un couteau ou d′un rasoir. Elle est réalisée au moyen d'un fusil d'aiguisage ou par passage au cuir (dit aussi « repassage »).

##### Le cuir
Pour terminer l'aiguisage, il faut utiliser un cuir lisse de première qualité, en bande de 4 cm sur 25 cm. Le croupon sera collé côté chair sur une planche de bois (le système de cuir tendu des coiffeurs convient aux rasoirs droits, car l'angle de coupe est déterminé par l'épaisseur du talon du rasoir, mais inadapté aux couteaux dont l'angle est plus important). Une dizaine de passes légères de chaque côté sont suffisantes. Certains frottent préalablement leur cuir avec une pâte abrasive à granulométrie faible.
On peut également obtenir un affilage très satisfaisant avec un simple morceau de carton, qui aplanit le fil, car il est légèrement granuleux en surface. Tout carton non ondulé convient, cependant il ne sert qu'une fois.

##### Le fusil

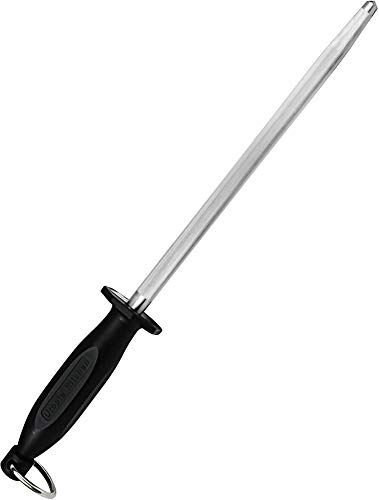
Un fusil, 2019.

Pour terminer l'aiguisage, le brunissage, réalisé avec un fusil chromé, rend le taillant plus lisse, plus dur, plus glissant dans la matière. C'est une finition de l'affilage. Il rentre les particules de métal partiellement déplacées par l'affilage. Quand il est pratiqué, il est systématique à la suite de l'affilage.